# Riquilda de Polònia (reina de Suècia)
Riquilda de Polònia — Ryksa Bolesławówna (polonès), Rikissa Burislevsdotter (suec)— (12 d'abril del 1116 – després del 25 de desembre del 1156) era membre de la Casa de Piast, fou reina de Suècia i princesa de Minsk degut als seus tres matrimonis. Riquilda era filla de Boleslau Bocatorta, Duc de Polònia, i la seva segona muller, Salomé de Berg. La tradició la descriu com inusualment bonica.

## Primer matrimoni
El governant polonès Boleslau Bocatorta s'alià amb el rei Nicolau de Dinamarca contra a Wartislaw I, Duc de Pomerània (regió a l'actual nord-est de Polònia i nord-est d'Alemanya). Per tal de segellar aquesta aliança, s'acordà el matrimoni entre Riquilda, filla de Boleslau III i el fill gran de Nicolau, el príncep Magnus. El casament es realitzà cap al 1127. Riquilda donà dos fills: Canut el 1129 i Nicolau el 1130.
Com a hereu del seu avi matern el Rei Inge I, Magnus va reclamar Suècia i va ser reconegut Rei de Västergötland pels gots (göter) el 1129 després de la mort del seu oncle el Rei Inge II. Llavors Riquilda esdevingué Reina consort de Suècia. Tanmateix, el regnat de Magnus no fou acceptat pels suions, una altra tribu al del nord dels gots, qui el vetaren i elegiren a Ragnvald Knaphövde com a nou rei. D'acord amb Saxo Grammaticus, Ragnvald va ser assassinat per seguidors de Magnus, qui guanyà el reialme ("imperium") com a Rei de Suècia. Tanmateix, aviat aparegué un altre pretendent al tron, Sverker I, qui fou proclamat Rei d'Östergötland.
El 1130 Sverker I finalment expulsà a Magnus de Västergötland i va unificar el país sota el seu govern. Riquilda i el seu marit retornaren a Dinamarca. Alarmat per la popularitat i suport imperial del seu cosí Canut Lavard, Duc de Slesvig, ambdós Magnus i el seu pare el Rei Nicolau ordenaren el seu assassinat (7 de gener del 1131). Eric, germanastre de Canut, es va rebel·lar contra Nicolau i Magnus, però fou derrotat i es va refugiar a Noruega, on va convèncer la noblesa local i l'Emperador Lotari III del Sacre Imperi Romanogermànic conduí una expedició de càstig contra Nicolau. Nicolau va ser derrotat en la batalla de Fotevik (4 de juny del 1134), on també morí el seu fill Magnus. Nicolau va fugir a Schleswig, on fou mort pels ciutadans (25 de juny del 1134). Enviudada, Riquilda retornà a Polònia, aparentment deixant els seus dos fills a Dinamarca.

## Segon matrimoni
Un cop retornada Riquilda a Polònia, el Duc Boleslau III va arranjar un nou matrimoni per a la seva filla. El 18 de juny de 1136, Riquilda es casà amb un membre de la dinastia ruríkida, Volodar Glebovich, Príncep de Minsk i Hrodno, qui en aquell temps estava exiliat a la cort polonesa. La unió s'acordà per tal de segellar l'aliança de Minsk i Polònia en contra Dinamarca i el potent Vladimir Monomac governant de la Rus de Kíev de la dinastia. Durant aquest matrimoni, Riquilda va donar a llum a tres fills: dos mascles, Vladimir (més tard Príncep de Minsk) i Vasilko (Príncep de Logoysk o Lahojsk), i una filla, Sofia, nascuda aproximadament el 1139 o 1140.
Cap al 1145, els avantatges polítics de la unió de Minsk amb Polònia van començar per desaparèixer després que la dinastia Monòmaca perdés la seva hegemonia entre les branques dels governants ruríquides. Probablement aquesta fou la causa de la dissolució del matrimoni de Riquilda i Volodar. Riquilda retornà un altre cop a Polònia, aquest cop amb la seva filla Sofia, però va deixar els seus dos fills amb el seu marit anterior. Volodar no es tornà a casar i morí cap al 1186.

## Tercer matrimoni
El 1148 va morir la Reina Ulvhild Håkansdotter, muller de Sverker. Poc temps després, el rei vidu es casà amb Riquilda, que va arribar a Suècia amb la seva filla. El Rei probablement s'hi casà amb el suport dels aliats del primer marit de Riquilda a Västergötland. La unió deixà un fill, Burislev, que rebé el nom del seu avi matern polonès. Les cròniques assignen Sune Sik Sverkersson com un altre fill de Riquilda i Sverker I, possiblement el més jove.
El 1150 el fill gran de Riquilda, el rei Canut V de Jutlàndia, es refugià a Suècia després de haber estat expulsat de Dinamarca per Sweyn III Grathe, Rei de Sjælland. D'aquesta manera, el matrimoni amb Sverker I oferí a Riquilda l'oportunitat d'ajudar el seu fill, i alguns historiadors assumeixen que aquesta s'hi casà parcialment per aquesta raó. Un any més tard (1151), Canut va demanar l'ajuda d'Enric el Lleó, Duc de Saxònia i Hartwig I, Arquebisbe de Bremen, però va ser derrotat per les forces de Sweyn III. Només després de la mediació del Rei dels alemanys Frederic Barba-roja durant la Dieta Imperial a Merseburg hi hagué un acord entre ambdues parts: Canut V va renunciar la seva reclamació i va ser compensat amb terres a Sjælland, mentre Sweyn III va ser fet rei de Dinamarca. Després d'aquesta decisió, tant Canut V com Valdemar Knudsson (fill de Canut Lavard, l'enemic del seu propi pare Magnus) es va rebel·lar contra Sweyn III, que fou expulsat el 1154: Canut V i Valdemar esdevinguen reis de Dinamarca.
El 1156 Canut V es casà amb la princesa Helena de Suècia, filla del Rei Sverker I i la seva primera muller Ulvhild; en conseqüència, Riquilda esdevenia sogra del seu fill propi. El Dia de Nadal d'aquell any, Sverker I fou assassinat.
El 1157 la filla de Riquilda Sofia de Minsk es casà amb el Rei Valdemar I de Dinamarca, amb qui li havia estat promesa des de 1154; el 9 d'agost d'aquell any, el Rei Canut V fou mort durant una reunió amb Valdemar I i Sweyn III. El 1158 segon fill de Riquilda segon fill Nicolau, probablement monjo a l'abadia d'Esrom, també va morir.

## Mort i llegat

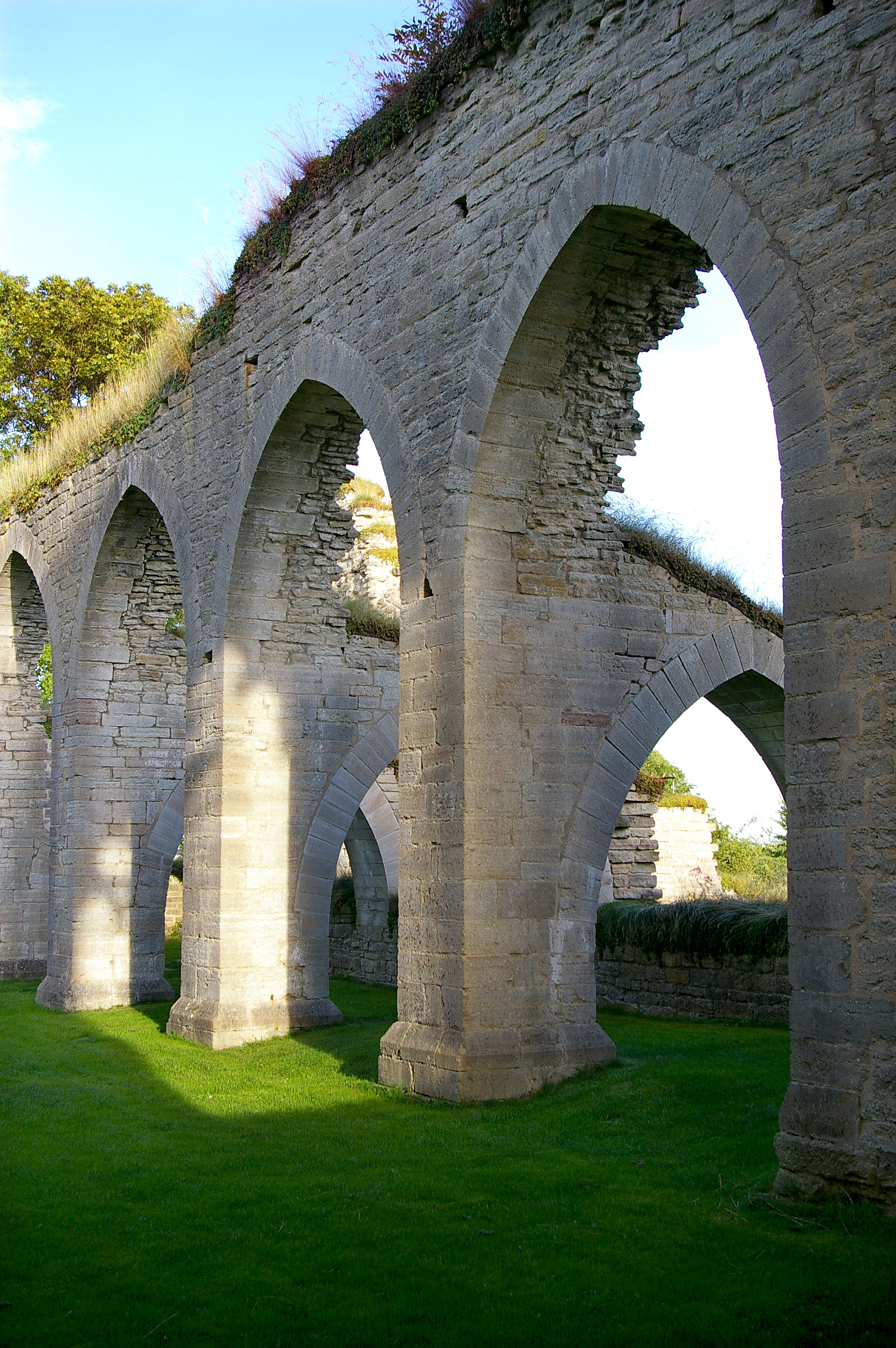
La primera Reina de Suècia Riquilda (de les dues que van dur aquest nom) es creu que fou enterrada a l'abadia d'Alvastra

Se sap que Riquilda sobrevisqué a la mort de Sverker I, tot i que els fets de la seva posterior i la data de la seva mort és desconeguda: la llegenda diu que es tornà a casar amb el mestre dels estables que va participar en l'assassinat de Sverker I.
Burislev, el fill de Riquilda amb Sverker I, esdevingué rival al tron suec enfront de Canut I de Suècia, i el 1167 finalment obtingué el seu patrimoni patern quan va ser escollit Rei d'Östergötland. Tanmateix, el 1169 va ser deposat i llavors desapareix dels registres històrics. Es creu que fou assassinat per homes de Canut o que fugí a Polònia abans del 1173.
La filla de Riquilda, Sofia de Minsk, fou Reina de Dinamarca pel seu primer matrimoni amb Valdemar I, donà a Riquilda els únics nets legítims coneguts: Canut i Valdemar que foren reis de Dinamarca; Sofia (Comtessa d'Orlamünde); Margarida i Maria, monges a Roskilde; Ingeborg (que fou Reina de França repudiada); Helena (duquessa de Brunswick-Luneburg) i Richeza, anomenada igual que la seva àvia que, com ella, esdevingué Reina de Suècia.